# The Soul Stirrers
The Soul Stirrers fue un grupo estadounidense de música góspel formado en 1926. El grupo fue pionero en el desarrollo del estilo de cuarteto de góspel y una gran influencia en el posterior desarrollo de géneros como el soul y el doo wop así como del sonido Motown.

## Historia
El grupo fue formado por (Silas) Roy Crain en 1926 en Trinity (Texas). A principios de la década de 1930, después de que Crain se mudara a Houston, se unió a un grupo existente con la condición de que cambiara su nombre a "The Soul Stirrers". El nombre "Soul Stirrers" proviene de la descripción de uno de los primeros cuartetos de Roy Crain como "conmovedor". Entre los integrantes de ese grupo estaba RH (Rebert) Harris, quien pronto se convirtió en su líder musical. The Soul Stirrers, formaron un cuarteto que influyó notablamente en cantantes de hard góspel como Mahalia Jackson y Sister Rosetta Tharpe.
Rebert Harris, también de Trinity (Texas), introdujo varios cambios en los Soul Stirrers que afectaron el canto del cuarteto góspel en general. Utilizó un estilo de falsete que tenía antecedentes en la música africana, pero que era nuevo para el estilo popular de góspel de la época. Fue pionero en el "swing solista", en el que dos cantantes compartían el trabajo de dirigir la canción, lo que permitía a los cantantes virtuosos aumentar la intensidad emocional de la canción a medida que la voz principal pasaba entre ellos sin perturbar la armonía de las cuatro partes. Esa innovación llevó a los Soul Stirrers, aunque todavía se llamaban cuarteto, a incluir cinco miembros.
Los Soul Stirrers hicieron otros cambios importantes en esos años: letras improvisadas, canto en tiempo diferido y repetición de palabras de fondo como apoyo rítmico y emocional para los cantantes principales. El grupo también aflojó los arreglos rígidos que habían favorecido los cuartetos de jubileo para permitir que los cantantes individuales dentro del grupo tuvieran más espacio para el desarrollo individual.
En 1936, Alan Lomax grabó a los Soul Stirrers para el proyecto de música estadounidense de la Biblioteca del Congreso y esas cuatro grabaciones inéditas se encuentran hoy en la colección del American Folklife Center. Más tarde se mudaron a Chicago, donde transmitieron un programa de radio semanal (WIND) con otros grupos famosos, incluidos Golden Gate Quartet y The Famous Blue Jay Singers. A medida que el estilo de canto del cuarteto de góspel se hizo más popular, los grupos actuarían en competiciones llamadas "song battles" para aumentar aún más la popularidad del género.
Cuando comenzó la Segunda Guerra Mundial, se hizo más difícil para muchos grupos de góspel ganarse la vida. El resultado fue que algunos cuartetos complementaron sus ingresos realizando presentaciones en vivo en iglesias, escuelas y centros vecinales. A pesar de la situación económica, a lo largo de la década de 1940 y hasta la década de 1950, muchos cuartetos de góspel pudieron seguir sus carreras con éxito. 
The Soul Stirrers firmó con Specialty Records, donde grabaron varias pistas, incluidas "By and By" e "In That Awful Hour". Harris dejó la formación a finales de 1950 para formar un nuevo grupo, citando su descontento con lo que él consideraba la tortuosidad del negocio y el comportamiento inmoral de los músicos que vio en el circuito de gira "Gospel Highway". Fue reemplazado brevemente en el liderazgo por Paul Foster y posteriormente por Sam Cooke. Cooke se unió al grupo a los 19 años y se desempeñó como vocalista principal desde 1950 hasta 1956.
Uno de los primeros sencillos con Cooke fue "Jesus Gave Me Water", un gran éxito que atrajo la aclamación de Soul Stirrers. Thomas L. Breuster fue reemplazado por Bob King. Cuando Cooke se fue en 1957 para iniciar una carrera en solitario en la música pop, la preeminencia de Soul Stirrers en el góspel prácticamente había terminado, aunque un breve período de éxito con Johnnie Taylor sostuvo al grupo por un tiempo. El grupo hizo varias apariciones actuando en TV Gospel Time a principios de la década de 1960. Varias formaciones continuaron de gira y grabando durante la última mitad del siglo con un pequeño y devoto número de seguidores. El grupo, y todos sus miembros, fueron incluidos en el Salón de la Fama del Rock and Roll en 1989 como una de las "Influencias tempranas" del rock, y en el Salón de la Fama del Grupo Vocal en 2000. En 2022, su grabación de 1950 "Jesus Gave Me Water" fue seleccionada por la Biblioteca del Congreso de los Estados Unidos para su conservación en el Registro Nacional de Grabaciones .